# Модал
Модал — искусственное вискозное волокно. В качестве источника целлюлозы для модала обычно используется буковая или эвкалиптовая древесина.
Для получения модала раствор натриевого ксантогената целлюлозы погружается во вращающиеся банки без цинка и с низким содержанием кислоты. Благодаря малому времени погружения коагуляция и вытягивание материала происходят одновременно. Последующее восстановление позволяет получить тонковолокнистую структуру. Тонкость коммерческих образцов модала лежит в диапазоне 1,0-1,7 денье; штапельная длина — порядка 40 мм.
К особенностям модала относятся высокие показатели усилия на разрыв ({\displaystyle BF}) и модуля в мокром состоянии ({\displaystyle F_{w}}) — соответствующие показатели соотносятся с линейной плотностью волокна ({\displaystyle LD}) следующими соотношениями:
{\displaystyle BF\geqslant 1,3{\sqrt {LD}}+2LD},
{\displaystyle F_{w}\geqslant 0,5{\sqrt {LD}}},
где {\displaystyle LD} измеряется в децитексах, а {\displaystyle BF} и {\displaystyle F_{w}} — в сантиньютонах.
Высокие значения модуля в мокром состоянии обеспечивают устойчивость ткани из модала к усадке и растяжению. Кроме того, модал характеризуется мягкостью, гладкостью и устойчивостью к выцветанию, а также высокими показателями абсорбции. Благодаря своим свойствам материал находит применение при изготовлении нижнего белья. Для производства полотенец, халатов и ковриков для ванных комнат может использоваться смесь модала с хлопком.